# Solarpark Gottesgabe
Der Solarpark Gottesgabe ist ein Solarkraftwerk im brandenburgischen Gottesgabe. Es hat eine installierte Leistung von 150 MWp.

## Lage
Der Solarpark befindet sich etwa 60 km östlich von Berlin auf der Gemarkung der Gemeinde Neuhardenberg im Ortsteil Gottespark. Insgesamt umfasst er eine Fläche von 133 ha, von denen 122 ha bebaut wurden. Die Fläche wurde zuvor landwirtschaftlich genutzt, jedoch mit geringem Ertrag. Durch eine Straße wird der Park  in zwei Hälften geteilt.

## Geschichte
Die Bauleitplanung mit der Änderung des Flächennutzungsplans begann im Jahr 2009. Im November 2018 übernahm die EnBW Solar GmbH die Projektgesellschaft. Die erste Änderung des Bebauungsplans wurde in den Jahren 2018/2019 vorgenommen. Der Satzungsbeschluss zum Bebauungsplan erfolgte im Juni 2019. Seit November 2020 liegt eine Baugenehmigung für den Solarpark vor. Die Bauarbeiten starteten im März 2021. Die geplante Inbetriebnahme bis Ende 2021 konnte nicht eingehalten werden, da es wegen der Covid-19-Pandemie und dem Hochwasser in Europa zu Lieferschwierigkeiten kam. Tatsächlich wurde das Solarkraftwerk daher schrittweise ab Mitte Februar 2022 in Betrieb genommen. Die endgültige Inbetriebnahme erfolgte am 31. März 2022.
Wie auch der nahegelegene und zeitgleich von der EnBW umgesetzte Solarpark Alttrebbin wird der Solarpark Gottesgabe ohne Förderung durch das Erneuerbare-Energien-Gesetz realisiert.

## Technik
Das Solarkraftwerk wird eine maximale Leistung von 150 MWp unter genormten Laborbedingungen haben. Verwendet werden 345.000 kristalline und bifaziale Solarmodule von Longi Solar mit einer spezifischen Leistung von je 390 W. Der Solarpark verwendet das gleiche Montagesystem wie der Solarpark Alttrebbin. Etwa 30 Zentralwechselrichter wandeln den Gleichstrom der Module in Wechselstrom.
Pro Jahr werden voraussichtlich ca. 155 GWh elektrische Energie produziert werden, was einer durchschnittlichen Leistung von knapp 18 MW entspricht. Damit lassen sich rechnerisch im Durchschnitt etwa 45.100 Privathaushalte versorgen.
Der Solarpark verfügt über einen Batteriespeicher mit einer Kapazität von 3,9 MWh. Dieser dient vor allem dazu den Eigenbedarf der Umspannwerke und Wechselrichter in den Nachtstunden zu decken. Damit erzeugt der Solarpark die für dessen Betrieb notwendige Energie vollständig selbst. In sonnenstarken Zeiten kann der Speicher auch Strom ins Netz einspeisen.
Auf dem Gelände des Solarparks befindet sich ein eigenes Umspannwerk zur Transformation in die 110-kV-Ebene. Über ein etwa 0,5 km langes Hochspannungs-Erdkabel ist der Park mit dem Umspannwerk Metzdorf-Nord des Versorgungsbetreibers E.DIS verbunden, wo die Einspeisung ins öffentliche Stromnetz erfolgt.